# Oscar 1950
A 22ª cerimônia de entrega dos Academy Awards (ou Oscars 1950), apresentada pela Academia de Artes e Ciências Cinematográficas, premiou os melhores atores, técnicos e filmes de 1949 no dia 23 de março de 1950, em Los Angeles e teve  como mestre de cerimônias Paul Douglas.
O drama All the King's Men foi premiado na categoria de melhor filme.

## Indicados e vencedores
| Melhor Filme - All the King's Men - Battleground - The Heiress - A Letter to Three Wives - Twelve O’Clock High                                                                                                | Melhor Diretor - Joseph L. Mankiewicz – A Letter to Three Wives - Carol Reed – The Fallen Idol - Robert Rossen – All the King's Men - William A. Wellman – Battleground - William Wyler – The Heiress                                                                         |
| Melhor Ator/Actor (Principal) - Broderick Crawford – All the King's Men - Kirk Douglas – Champion - Gregory Peck – Twelve O’Clock High - Richard Todd – The Hasty Heart - John Wayne – Sands of Iwo Jima      | Melhor Atriz/Actriz (Principal) - Olivia de Havilland – The Heiress - Jeanne Crain – Pinky - Susan Hayward – My Foolish Heart - Deborah Kerr – Edward, My Son - Loretta Young – Come to the Stable                                                                            |
| Melhor Ator/Actor Coadjuvante/Secundário - Dean Jagger – Twelve O’Clock High - John Ireland – All the King's Men - Arthur Kennedy – Champion - Ralph Richardson – The Heiress - James Whitmore – Battleground | Melhor Atriz/Actriz Coadjuvante/Secundária - Mercedes McCambridge – All the King's Men - Ethel Barrymore – Pinky - Celeste Holm – Come to the Stable - Elsa Lanchester – Come to the Stable - Ethel Waters – Pinky                                                            |
| Melhor Roteiro/Argumento - Original - Battleground - Jolson Sings Again - Passport to Pimlico - Paisà - The Quiet One                                                                                         | Melhor Roteiro/Argumento - Adaptado - A Letter to Three Wives - Champion - The Fallen Idol - All the King's Men - The Bicycle Thief |
| Melhor História Original - The Stratton Story - Sands of Iwo Jima - White Heat - Come to the Stable - It Happens Every Spring                                                                                 | Melhores Efeitos Visuais - Mighty Joe Young - Tulsa |
| Melhor Documentário em Longa-metragem - Daybreak in Udi - Kenji Comes Home | Melhor Documentário em Curta-metragem - A Chance to Live - So Much for So Little - 1848 - The Rising Tide |
| Melhor Curta-metragem em Uma Bobina - Aquatic House Party - Roller Derby Girl - So You Think You're Not Guilty - Spills and Chills - Water Trix                                                               | Melhor Curta-metragem em Duas Bobinas - Van Gogh - The Boy and the Eagle - Chase of Death - The Grass Is Always Greener - Snow Carnival |
| Melhor Animação em Curta-metragem - For Scent-imental Reasons - Canary Row - Hatch Up Your Troubles - The Magic Fluke - Toy Tinkers                                                                           | Melhor Edição/Montagem - Champion - Battleground - The Window - All the King's Men - Sands of Iwo Jima |
| Melhor Trilha Sonora/Banda Sonora/Comédia ou Drama - The Heiress - Beyond the Forest - Champion | Melhor Canção original - "Baby, It's Cold Outside" por Neptune's Daughter - "It's a Great Feeling" por It's a Great Feeling - "Lavender Blue" por So Dear to My Heart - "My Foolish Heart" por My Foolish Heart - "Through a Long and Sleepless Night" por Come to the Stable |
| Melhor Trilha Sonora/Banda Sonora/Musical - On the Town - Look for the Silver Lining - Jolson Sings Again | Melhor Mixagem/mistura de Som - Twelve O’Clock High - Sands of Iwo Jima - Once More, My Darling |
| Melhor Direção de Arte/Preto & Branco - The Heiress - Madame Bovary - Come to the Stable | Melhor Direção de Arte/Colorido - Little Women - Adventures of Don Juan - Saraband for Dead Lovers |
| Melhor Cinematografia/Fotografia/Preto & Branco - Battleground - Come to the Stable - Champion - Prince of Foxes - The Heiress                                                                                | Melhor Cinematografia/Fotografia/Colorido - She Wore a Yellow Ribbon - Sand - Little Women - Jolson Sings Again - The Barkleys of Broadway |
| Melhor Figurino/Guarda-Roupa/Preto & Branco - The Heiress - Prince of Foxes | Melhor Figurino/Guarda-Roupa/Colorido - Adventures of Don Juan - Mother Is a Freshman |
| Melhor Filme Estrangeiro - The Bicycle Thief (Itália) | |

### Múltiplas indicações
- 8 indicações: The Heiress
- 7 indicações: All the King's Men e Come to the Stable
- 6 indicações: Battleground e Champion
- 4 indicações: Sands of Iwo Jimae Twelve O'Clock High
- 3 indicações: Jolson Sings Again, A Letter to Three Wives e Pinky
- 2 indicações: Adventures of Don Juan, The Fallen Idol, Little Women, My Foolish Heart e Prince of Foxes